# Mięsień czworogłowy uda człowieka

Mięśnie czworogłowe uda. Kolor niebieski – mięsień prosty uda, czerwony – mięsień obszerny przyśrodkowy, żółty – mięsień obszerny boczny, zielony – mięsień obszerny pośredni

Mięsień czworogłowy uda (łac. musculus quadriceps femoris) – w anatomii człowieka duży, gruby mięsień należący do grupy przedniej mięśni uda. 
Cztery działające niezależnie głowy posiadają oddzielne przyczepy początkowe:
- mięsień prosty uda, inaczej głowa przednia (musculus rectus femoris) przyczepia się do kolca biodrowego przedniego dolnego, do górnego brzegu panewki i torebki stawu biodrowego
- mięsień obszerny przyśrodkowy, inaczej głowa przyśrodkowa (musculus vastus medialis) – do wargi przyśrodkowej kresy chropawej kości udowej i do końcowych ścięgien przywodziciela długiego i przywodziciela wielkiego
- mięsień obszerny pośredni, inaczej głowa pośrednia (musculus vastus intermedius) – do przedniej i bocznej powierzchni trzonu kości udowej, obejmując 2/3 górnej przedniej powierzchni trzonu i do kresy międzykrętarzowej. W jego obręb wliczany jest często także mięsień stawowy kolana.
- mięsień obszerny boczny, inaczej głowa boczna (musculus vastus lateralis) – do wargi bocznej kresy chropawej, do bocznej powierzchni krętarza większego, do kresy międzykrętarzowej i do przegrody międzymięśniowej bocznej[1][2].

Poszczególne głowy częściowo zrastają się ze sobą i kończą się wspólnym ścięgnem końcowym, przyczepiającym się do górnego i bocznych brzegów rzepki, a do przodu od rzepki przechodzącym w więzadło rzepki, kończąc się na guzowatości kości piszczelowej. Dodatkowo części ścięgien głowy bocznej i przyśrodkowej przechodzą po bokach rzepki, stanowiąc troczki rzepki, przyczepiające się na przedniej powierzchni kłykci kości piszczelowej.
Mięsień czworogłowy uda unaczyniony jest przez tętnicę boczną okalającą udo, a unerwiony przez gałęzie nerwu udowego.
Jego główną funkcją jest prostowanie stawu kolanowego, poza tym stabilizowanie kolana w płaszczyźnie strzałkowej i zgięcie w stawie biodrowym.